# Jacques Spitz
Jacques Spitz (n. 1 octombrie 1896, Ghazaouet, Franța – d. 16 ianuarie 1963, Suresnes, Région parisienne, Franța) a fost un romancier francez.

## Biografie
Născut pe 1 octombrie 1896 în Nemours (acum Ghazaouet din Algeria), Spitz a fost de profesie inginer; el a scris mai multe romane științifico-fantastice care au avut o mare influență asupra literaturii SF din vremea sa.

## Activitatea literară
Stilul său cinic, ironic, adesea pesimist, influențat de suprarealism, amintește de cel al lui Pierre Boulle. Deși unele dintre romanele sale au fost reeditate în Franța
el este în mare parte uitat, iar romanele sale sunt foarte greu de găsit, chiar și în Franța. Cu toate acestea, unele dintre lucrările sale au fost traduse în italiană: L'œil du purgatoire, L'Homme Élastique, La Guerre des Mouches și Les Signaux du Soleil (acesta din urmă fiind publicat în 2009). Cel puțin un roman a fost tradus în limba suedeză: L'Agonie du Globe (När jorden rämnade, 1937). Două dintre romanele sale au fost traduse în greacă: Les Évadés de l'an 4000 (Οι Δραπέτες του 4.000 μΧ, 1971) și L'Expérience du Dr. Mops (Κραυγή από το Μέλλον, 1971)
Capodoperele lui sunt considerate a fi La guerre des mouches, L'homme élastique și L'œil du purgatoire. Ultimul roman menționat (al cărui titlu poate fi tradus „Ochiul purgatoriului”) se referă la un om ai cărui ochi, din cauza unei bacterii exotice, încep să vadă evenimente care se vor întâmpla în viitor.
Spitz a murit la Paris pe 16 ianuarie 1963.

## Opera
- La Croisière Indécise (1926)
- La Mise en Plis (1928)
- Le Vent du Monde (1928)
- Le Voyage Muet (1930)
- Les Dames de Velours (1933)
- L'Agonie du Globe (1935)
- Les Évadés de l'an 4000 (1936)
- L'Homme Élastique (1938)
- La Guerre des Mouches (1938)
- L'Expérience du Dr. Mops (1939)
- La Parcelle "Z" (1942)
- Les Signaux du Soleil (1943)
- L'Œil du Purgatoire (1945)
- La Forêt des Sept-Pies (1946)
- Albine au Poitrail (1956)